# Casa de pe Str. Săulescu nr. 13 din Iași
Casa de pe Str. Săulescu nr. 13 din Iași este un monument istoric situat în municipiul Iași, județul Iași. Este situată în Str. Săulescu nr. 13. Clădirea a fost construită la începutul secolului al XX-lea. Figurează pe noua listă a monumentelor istorice sub codul LMI: IS-II-m-B-04033.